# Patersdorf
Patersdorf – miejscowość i gmina w Niemczech, w kraju związkowym Bawaria, w rejencji Dolna Bawaria, w regionie Donau-Wald, w powiecie Regen. Leży w Lesie Bawarskim, około 12 km na północny zachód od miasta Regen, przy drodze B11, B85 i linii kolejowej Deggendorf – Cham.

## Demografia
| Rok  | Liczba mieszk. |
| ---- | -------------- |
| 1970 | 1654           |
| 1987 | 1699           |
| 2000 | 1782           |

## Zabytki
- kościół pw. św. Marcina (St. Martin)